# 인종 간 지능 차이

리처드 린의 IQ 세계지도

《인종 간 지능 차이: 진화학적 분석》(Race Differences in Intelligence: An Evolutionary Analysis)은 영국 얼스터 대학의 명예 교수인 리처드 린이 2006년 출간한 저서이다. 이 책은 저자와 저자를 지원한 출판사들의 인종차별주의적 사상 논란이나 저개발 국가에 대한 IQ 테스트의 신뢰도 부족 등을 이유로 많은 논란을 낳고 있다.